# Giulio Pinchetti
Giulio Pinchetti (Como, 11 febbraio 1844 – Milano, 14 giugno 1870) è stato un poeta e giornalista italiano.

## Biografia
Il padre, Giovanni, era primario di Chirurgia nell'ospedale di Como e Giulio compie gli studi in un collegio comasco, conservandone un pessimo ricordo.
Trasferitosi a Pavia nel 1862, si laureerà in Legge quattro anni dopo.
Come altri giovani della sua generazione, è inquieto e pessimista, ribelle alle istituzioni, allo Stato e alla Chiesa. Pinchetti si rivolta anche contro gli oppositori del sistema e finisce per rifiutare tutta la politica, compresa quella rivoluzionaria di repubblicani e radicali: si ribella all'ipocrisia delle convenzioni sociali, presidiate dai conservatori, ma anche all'opportunismo e alla demagogia dei rivoluzionari, pronti, una volta al potere, a diventare imitatori di Cesare.
/ Metà rosso vestito e metà bianco;

Che alterna i due colori all'occasione
/ Mutando il fianco....»
Nel 1864 muore suo padre. Nel 1865 a Pavia conosce e si innamora di Luisa Cassani, che morirà un anno dopo, lasciandolo in uno stato di profonda prostrazione.
Vorrebbe partecipare come volontario alla terza guerra d'indipendenza (1866), come Emilio Praga, Arrigo Boito e Roberto Sacchetti, coi quali condivide l'esperienza culturale della Scapigliatura, ma dopo avere frequentato l'addestramento ad Asti finisce per rinunciare ad arruolarsi. 
Nell'ottobre dello stesso anno torna a Como, dove intraprende la pratica notarile e di collaborazione giornalistica.
Nel 1868 esce la raccolta  Versi, e viene colpito da un altro lutto: muore la sorella di appena vent'anni. Nello stesso anno si trasferisce a Milano, collaborando alla «Gazzetta di Milano» (organo del partito liberale in Lombardia) diretta da Raffaele Sonzogno.
Condannato a vivere in un'Italia socialmente insopportabile, di cui traccia il ritratto ne La città del sole, Pinchetti volge la sua ricerca fuori della storia e della vita stessa, descritta nella poesia  Libertas!, per tentare di sfuggire a quell'angoscia che tuttavia lo porterà alla morte, suicida, a ventisei anni.
Venticinqu'anni splendean nel guardo:

Folte, di corvo nere le chiome,

Bello e superbo: l'estro gagliardo :

Passò guardando: pianse... poi rise:

—Tutto è menzogna! — disse... e s'uccise.»
(Felice Cavallotti, Tre ritratti, 1878)
L'8 giugno 1870 esplode contro se stesso un colpo d'arma da fuoco al petto. Morirà il 14 giugno.

### Opere
- Versi, Como, C.P. Ostinelli, 1868.
- A Giuseppe Ferrari, Milano, Tip. Gazzetta di Milano, 1869.
- Morta! , versi musicati da F.P. Frontini, Tomaselli, Catania 1881.
- Opere, a cura di F. Vittori, Milano, Marzorati, 1974.